# Herrschaft Kronenburg

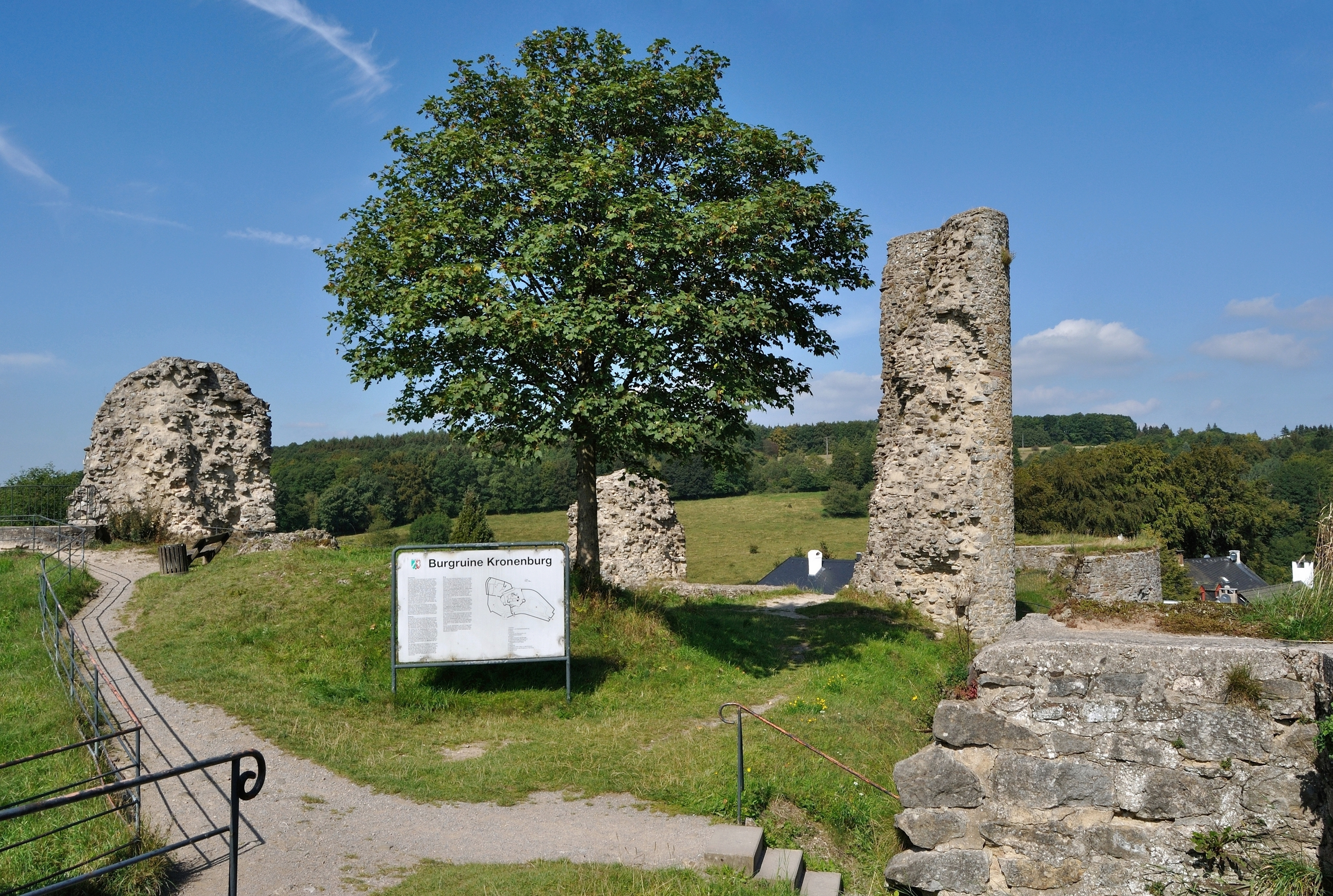
Burg Kronenburg

Die Herrschaft Kronenburg (auch Herrschaft Cronenburg) war ein Territorium im damaligen Herzogtum Luxemburg, das bis zum Ende des 18. Jahrhunderts bestand. Namensgebend war die Burg Kronenburg, die in der heutigen Gemeinde Dahlem im Kreis Euskirchen in Nordrhein-Westfalen liegt. Die Herrschaft lag in der Westeifel.

## Zugehörende Ortschaften
Nach luxemburgischen Ortsregistern aus den Jahren 1766 und 1777 gliederte sich die Herrschaft Kronenburg in vier Gerichtsbezirke und die Unterherrschaften Schüller und Steffeln.
- Gericht Kronenburg

- Kronenburg mit Kronenburgerhütte
- Baasem mit Simmelerhof und Hammerhütte
- Berk mit Frauenkron und Metzigeroden, Ober- und Unterdalmerscheid, Gieselbach, Schnorrenberg, Schopphof
- Hallschlag
- Scheid
- drei Häuser in Kerschenbach

- Gericht Dahlem

- Dahlem

- Gericht Ormont (Herrschaft Neuenstein)

- Ormont, Schloss Neuenstein

- Gericht Udenbreth

- Udenbreth, Neuhof

- Herrschaften Schüller und Steffeln

- Schüller und ein Teil von Jünkerath
- Steffeln

In dem zur Grafschaft Gerolstein gehörenden Dorf Kerschenbach gehörten drei Häuser zur Herrschaft Kronenburg. Die Besitzer der drei Kerschenbacher Häuser sollen vor dem Dreißigjährigen Krieg auf kronenburgischem Gebiet gewohnt und sich während der Pestzeit in Kerschenbach angesiedelt haben. Die Kronenburger Häuser lagen unter den gerolsteinischen Häusern verstreut mitten im Dorf. Die Gemarkung von Kerschenbach war geteilt. Die Grenze des Hofes Stadtkyll gegen die Kronenburger Gerichte Baasem und Osmond waren strittig.

## Geschichte
Die an der Kyll gelegene Burg Kronenburg war im Mittelalter der Sitz eines Dynastengeschlechtes gewesen, welches von der Burg den Namen führte. Um die Mitte des 12. Jahrhunderts war diese Dynastie bereits im Mannesstamm erloschen und die Herrschaft durch Heirat an die Herren von Dollendorf gelangt.
Im Jahr 1278 war Gerlach von Dollendorf Herr von Kronenburg, er scheint diese Herrschaft nacheinander erst dem Erzbischof zu Köln und dann dem Grafen Heinrich von Luxemburg zu Lehen aufgetragen zu haben. In einer Urkunde von 1281 bekennt sein Sohn, der ebenfalls Gerlach hieß, dass sein Vater diesem Grafen gehuldigt habe. Dessen Enkel, Gerlach IV., dokumentiert in einer Urkunde aus dem Jahr 1306, dass er sein „Schloss zu Cronenburg“ nebst allem Zubehör von dem Grafen von Luxemburg aufs Neue zu Lehen empfangen habe, wie denn überhaupt das Erbe Kronenburg zu allen Zeiten ein Luxemburger Lehen gewesen sei. Von Gerlach IV. ging die Herrschaft Kronenburg an seinem Bruder Friedrich, der auch die Herrschaft Neuerburg innehatte.
Aus einem Verzeichnis aus dem Jahr 1649 sind die Ortschaften und die Anzahl der Untertanen (Familien) der Herrschaft Kronenburg überliefert:
| Ortschaft                      | Untertanen |
| Cronenburger Nachparschaft     | 22         |
| Bürger uff Cronenburger Hütten | 15         |
| Dorf Basem                     | 34         |
| uff der Iser-Hütten            | 3          |
| Dorf Dalheim                   | 31         |
| Ormonten                       | 14         |
| Kerschenbach                   | 3          |
| Scheit                         | 2          |

| Ortschaft          | Untertanen |
| Frawencron         | 2          |
| Halschlach         | 13         |
| Berck              | 7          |
| Udenbreth          | 20         |
| Schnorrenbergh     | 4          |
| uff Mützingenroder | 1          |
| uff Dalmescheit    | 2          |
| Stefflen           | 19         |

Über verschiedene Adelshäuser kam die Herrschaft aufgrund der Erbfolge 1697 an die Grafen von Manderscheid-Gerolstein und nachdem 1742 Graf Johann Wilhelm Franz von Manderscheid-Blankenheim sämtliche Manderscheidischen Besitzungen vereinigt hatte, durch seine Nichte Auguste 1780 an den Grafen Philipp Christian von Sternberg und Manderscheid.
Im Jahr 1794 hatten französische Revolutionstruppen die Österreichischen Niederlande, zu denen das Herzogtum Luxemburg gehörte, besetzt und im Oktober 1795 annektiert. Unter der französischen Verwaltung wurde das Gebiet der vorherigen Herrschaft Kronenburg dem Kanton Kronenburg (Canton Cronenburg) im Département Ourthe zugeordnet.
Heute gehören Hallschlag, Ormont, Scheid, Schüller und Steffeln zu Rheinland-Pfalz die übrigen Orte zu Nordrhein-Westfalen.